# Агнешка из Лихтенбурка
Агнешка из Лихтенбурка (чеш. Anežka z Lichtenburka, пол. Agnieszka z Lichtenburka; ? — 16 июля 1370) — чешская дворянка из династии панов из Лихтенбурка, жена князя Зембицкого Николая Малого (1322/1327 — 23 апреля 1358).

## Биография
Агнешка была дочерью чешского магната Гинека Крушина из Лихтенбурка (1305/1310 — 2 ноября 1351) и его жены Анешки из Ландштейна (? - 1370). У Агнешки было две старшие сестры, одна из которых, Элишка из Лихтенбурка, стала женой чешского магната Бочека I из Подебрад и прабабкой чешского короля Иржи из Подебрад.
До 23 октября 1343 года Агнешка вышла замуж за зембицкого князя Николая Малого (1322/1327 — 23 апреля 1358). Супруги имели в браке шестерых детей:
- Анна (Людмила) (ок. 1344—1368/1372), муж с 1360 года князь Земовит III Мазовецкий (ок. 1320—1381)
- Болеслав III (1344/1348 — 13 июня 1410), князь Зембицкий (1358—1410)
- Генрих I (ок. 1350 — после 8 августа 1366), князь Зембицкий (1358—1366)
- Агнесса (ок. 1351/1353 — октябрь 1434), аббатиса Ордена Святой Клары[пол.] в Стшелине
- Гута (ок. 1354 — 2 сентября 1413), аббатиса Ордена Святой Клары[пол.] во Вроцлаве
- Катарина (ок. 1355/1358 — ок. 1396), монахиня Ордена Святой Клары в Стшелине.

После смерти мужа в 1358 году Агнешка была регентом при своих малолетних сыновьях, а после начала самостоятельного правления ее старшего сына Болеслава III в 1360 году удалилась в город Стшелин. 